# Căianu Mic
Căianu Mic là một xã thuộc hạt Bistrița-Năsăud, România. Dân số thời điểm năm 2002 là 5417 người.